# Verbove (Cerkasivka), Poltava
Verbove (în ucraineană Вербове) este un sat în comuna Cerkasivka din raionul Poltava, regiunea Poltava, Ucraina.

## Demografie
Componența lingvistică a localității Verbove
     Ucraineană (98,15%)
     Rusă (1,85%)
Conform recensământului din 2001, majoritatea populației localității Verbove era vorbitoare de ucraineană (98,15%), existând în minoritate și vorbitori de rusă (1,85%).